# Desloratadina
La desloratadina è un farmaco antistaminico, derivato della loratadina di cui rappresenta il metabolita attivo, e potente antagonista selettivo dei recettori H1 periferici, a lunga durata d'azione. Desloratadina è commercializzata in Italia dalla società farmaceutica Merck Sharp & Dohme attraverso il marchio Organon con il nome di Aerius, e da altre società con altri nomi commerciali quali, a titolo d'esempio, NeoClarityn, Claramax, Clarinex, Larinex, Delot, Dasselta e Deslordis. Il principio attivo è anche commercializzato da varie società farmaceutiche come medicinale equivalente. La desloratadina è disponibile nella forma farmaceutica di compresse, compresse orodispersibili a rapido assorbimento, e sciroppo.

## Farmacodinamica
La desloratadina è un antistaminico di seconda generazione, non sedativo ed a lunga durata d'azione, con alta affinità per i recettori H1 periferici. Il farmaco non oltrepassa la barriera ematoencefalica e perciò non diffonde nel sistema nervoso centrale (SNC). In studi in vitro desloratadina ha dimostrato capacità di inibizione di secrezione di citochine proinfiammatorie (in particolare le interleuchine IL-4, IL-6, IL-8 e IL-13) dalle mastcellule e dai basofili. Sembra che possa anche inibire l'espressione della molecola di adesione P-selectina sulle cellule endoteliali.
La bassa penetrazione nel SNC spiega la scarsa propensione alla sonnolenza nei soggetti trattati con il farmaco. In alcuni studi desloratadina al dosaggio di 7,5 mg in unica somministrazione giornaliera non ha mostrato di ridurre le capacità psicofisiche dei soggetti. In altri studi in cui il farmaco veniva somministrato al dosaggio di 5 mg non si registravano alterazioni della performance di volo, né dello stato di attenzione individuale. Anche la concomitante assunzione di alcool non determina un peggioramento delle capacità psicofisiche del paziente e neppure un aumento della sonnolenza..
Nei soggetti affetti da rinite allergica, desloratadina è efficace per almeno 24 ore nell'attenuare molti dei sintomi di accompagnamento quali starnuti, rinorrea, prurito nasale, prurito oculare, lacrimazione, arrossamento.
In studi clinici controllati condotti su pazienti con orticaria cronica idiopatica, desloratadina si è dimostrata efficace nell'attenuare il prurito ed il numero o la dimensione dei pomfi. Anche in questi studi è stata confermata l'efficacia per 24 ore.
È stata inoltre dimostrata nel corso del trattamento una riduzione dell'interferenza con il sonno e l'attività quotidiana.

## Farmacocinetica
Dopo somministrazione orale desloratadina è bene assorbita dal tratto gastrointestinale. Il picco di concentrazione plasmatica viene rilevato a circa 3 ore dalla somministrazione. L'emivita del farmaco è di circa 27 ore.
Desloratadina si lega in modo moderato alle proteine plasmatiche in una misura variabile tra l'83% e l'87%. Dopo somministrazioni multiple per 2 settimane il farmaco non sembra accumularsi in modo significativo. Sia il cibo (pasti ad alto e medio contenuto lipidico) che il succo di pompelmo non hanno effetto sulla biodisponibilità della desloratadina.
Il metabolismo della desloratadina, non è ancora completamente chiarito, perciò alcune interazioni con altri medicinali non possono essere completamente escluse. Certamente desloratadina non inibisce CYP3A4 così come CYP2D6, e non è né substrato né inibitore della P-glicoproteina.

## Usi clinici
Il farmaco è indicato per il trattamento sintomatico della rinite allergica, dell'orticaria cronica idiopatica e della febbre da fieno.

## Effetti collaterali ed indesiderati
I più comuni effetti collaterali segnalati sono l'astenia con affaticamento, la secchezza delle fauci, la cefalea. Con frequenza decisamente inferiore si possono verificare dispepsia, nausea, vomito, dolore addominale, diarrea, insonnia, allucinazioni, iperattività psicomotoria, convulsioni, aumento di AST ed ALT, aumento della bilirubina, epatite.

## Controindicazioni
Il farmaco è controindicato nei soggetti con ipersensibilità nota al principio attivo oppure alla loratadina.

## Dosi terapeutiche
Il trattamento usuale degli adulti ed adolescenti che abbiano compiuto i 12 anni di età è pari a 5 mg una volta al giorno vicino o lontano dai pasti. In letteratura esistono solo pochi studi clinici che hanno valutato l'efficacia del farmaco negli adolescenti di età compresa tra i 12 ed i 17 anni.

## Desloratadina verso loratadina
La desloratadina è il principale metabolita della loratadina. Non ci sono studi fatti a campione sui due farmaci. Un sondaggio condotto tra pazienti insoddisfatti dalla loratadina pubblicato nell'agosto 2003, riporta una maggiore soddisfazione se non uguale soddisfazione in quei pazienti trattati con desloratadina, concludendo:
«A seguito del riscontro della malattia a mezzo di analisi, è emerso un modello che suggerisce un maggiore livello di soddisfazione tra i pazienti insoddisfatti della loratadina che si è convertito alla desloratadina.  Infatti, si annoverano risultati statisticamente significativi ottenuti sommando gli effetti negativi, il risveglio notturno a causa di sintomi, e per gravità dei sintomi appena prima della dose successiva, e la soddisfazione generale (p <0,05).»
A novembre 2003 un articolo pubblicato sulla rivista American Family Physician circa, la tollerabilità, la sicurezza, l'efficacia, il prezzo e la semplicità di desloratadina conclude affermando che:
«La desloratadina è simile in termini di efficacia alla fexofenadina e ci si aspetta di produrre risultati simili alla loratadina e agli altri antistaminici non sedativi. Non c'è nessun vantaggio clinico per un paziente che passa dalla loratadina alla desloratadina. Tuttavia, può essere una scelta conveniente per quei pazienti la cui assicurazione medica non copre più la loratadina, se la quota di pagamento è inferiore al costo del prodotto.»
In uno studio del 2004 viene riferito che i pazienti che si convertirono a desloratadina da loratadina, fexofenadina, o cetirizina presenterebbero una maggiore soddisfazione per tale trattamento.
In Canada e in Germania (dal febbraio 2020), la desloratadina è disponibile senza prescrizione medica e come farmaco generico. Il prezzo è comparabile con quello della loratadina.